# Sarah Mullally
Pour les articles homonymes, voir Mullally.
Sarah Elisabeth Mullally, (née Bowser; le 26 mars 1962) est une évêque anglicane britannique. Elle est évêque de Londres depuis 2018, et membre de la chambre des Lords. De 1999 à 2004, elle est infirmière en chef de l'Angleterre et directrice de l'expérience patient du National Health Service pour l'Angleterre ; de juillet 2015 à 2018, elle est évêque de Crediton, évêque suffragant du diocèse d'Exeter.

## Jeunesse et éducation
Née Sarah Elisabeth Bowser le 26 mars 1962, elle est la plus jeune de deux filles. Elle fait ses études à la Winston Churchill Comprehensive School, à Woking, dans le Surrey, et au Woking Sixth Form College. Pendant ses études de niveau A, elle décide de devenir infirmière plutôt que médecin car elle souhaite appliquer une approche holistique aux soins aux patients. Son choix de carrière est également motivé par sa foi chrétienne, qu'elle a depuis l'âge de 16 ans .
En 1980, elle commence un diplôme d'infirmière à l'école polytechnique de South Bank  avec des stages cliniques à l'hôpital St Thomas, et obtient le statut conjoint d'infirmière générale autorisée (RGN) et un baccalauréat ès sciences (BSc) en 1984. En 1992, elle obtient une maîtrise ès sciences (MSc) en études interprofessionnelles sur la santé et le bien-être à l'Université de South Bank de Londres .

## Carrière infirmière
Mullally occupe des postes d'infirmière clinique à l'hôpital St Thomas et au Royal Marsden Hospital (où elle termine leur cours d'infirmière spécialisée). Elle occupe un certain nombre de postes de direction en soins infirmiers, d'abord à l'ancien hôpital de Westminster (où elle est sœur de salle et chef du développement de la pratique), puis en tant que directrice des soins infirmiers à Chelsea et Westminster, devenant plus tard adjointe et directrice générale par intérim. En 1999, elle est nommée infirmière en chef et directrice de l'expérience patient pour l'Angleterre. Elle est la plus jeune personne à occuper ces postes. Elle est directrice non exécutive de l'English Board of Nursing, Midwifery and Health Visiting .
Mullally est gouverneure indépendante de l'Université de South Bank de Londres entre 2005 et 2015, où elle est vice-présidente du conseil des gouverneurs et présidente du comité des politiques et des ressources . Elle est directrice non exécutive du Royal Marsden NHS Foundation Trust de 2005 à 2012 , et occupe un poste non exécutif à la Salisbury NHS Foundation entre 2012 et 2016. Mullally devient membre laïc du Conseil du King's College de Londres en 2016 .

## Ministère dans l'Église d'Angleterre

### Formation et ministère pastoral
De 1998 à 2001, Sarah Mullally suit une formation à l'Institut d'éducation théologique du Sud-Est (aujourd'hui St Augustine's College of Theology) tout en faisant des études de théologie à l'université du Kent. Elle obtient son diplôme en théologie (DipTh) en 2001 et elle est ordonnée comme diacre de l'Église d'Angleterre le 30 septembre 2001, à la cathédrale de Southwark, puis est ordonnée pasteure le 5 octobre 2002, à l'église Holy Trinity de Clapham par l'évêque de Southwark, Tom Butler. De 2001 à 2004, elle est pasteur à temps partiel de la paroisse de Battersea Park, puis, en 2004, Mullally démissionne de ses fonctions d'infirmière et devient pasteure à temps plein. 
Elle est ensuite vicaire adjointe à l'église St Saviour de Battersea Fields de 2004 à 2006. Elle obtient un master en théologie pastorale au Heythrop College de l'université de Londres en 2006. En 2006, elle devient recteur de l'église St Nicholas de Sutton, à Londres. Elle enseigne également l'éthique dans le diocèse de Southwark, participe à un programme de leadership du clergé anglican et siège à la commission des diocèses de l'Église d'Angleterre. De 2012 à 2015, elle est chanoine trésorière de la Cathédrale de Salisbury.

### Ministère épiscopal
En juin 2015, elle est nommée évêque de Crediton, un évêque suffragant du diocèse d'Exeter . Le 22 juillet 2015, elle est consacrée évêque par Justin Welby, l'archevêque de Cantorbéry, lors d'une cérémonie à la Cathédrale de Canterbury . Elle et Rachel Treweek sont les premières femmes à être ordonnées évêques dans la cathédrale de Canterbury . En septembre 2015, elle est la première femme de l'Église d'Angleterre à diriger un service d'ordination, ordonnant deux diacres, Leisa McGovern et Sheila Walker, comme prêtres à l'église St Mary, Ottery St Mary, Devon .
Le 18 décembre 2017, elle est nommée évêque de Londres, succédant à Richard Chartres qui a pris sa retraite en février 2017 . En tant qu'évêque de Londres, elle est le troisième évêque le plus ancien de l'Église d'Angleterre, après les archevêques de Canterbury et d'York . Entre sa confirmation et son installation, elle est autorisée comme évêque assistante honoraire dans le diocèse d'Exeter, de sorte qu'elle peut mener à bien des engagements liés à son ancien siège . Elle est élue au siège par le Collège des chanoines de la cathédrale Saint-Paul le 25 janvier 2018, devenant évêque élu. Elle prend possession du siège lors de la confirmation de son élection - le 8 mars à St Mary-le-Bow - et assume toutes ses fonctions lors de son installation à St Paul's le 12 mai. Le 15 juillet 2020, elle est consécratrice principale lors de la consécration de Hugh Nelson et Ruth Bushyager à l'épiscopat : il s'agit d'une rupture dans la tradition, l'archevêque de Cantorbéry assumant généralement ce rôle, et c'est la première fois qu'une femme évêque dirige un service de consécration dans l'Église d'Angleterre.
Mullally est admise au Conseil privé du Royaume-Uni le 14 mars 2018 . Elle siège en tant que Lord Spiritual à la Chambre des lords  le 24 mai 2018 . Elle succède à Lord Chartres et devient la première femme doyenne de la Chapelle Royale le 12 juillet 2019.

### Positions en faveur du ministère des femmes dans l'Église d'Angleterre
Mullally est une féministe autoproclamée et ordonne des hommes et des femmes à la prêtrise . Selon le Financial Times, Mullally « est considéré comme une libérale théologique ». Cependant, elle soutient également l'inclusion dans l'Église d'Angleterre de ceux qui rejettent l'ordination des femmes, déclarant lors de son annonce en tant que futur évêque de Londres; "Je suis très respectueux de ceux qui, pour des raisons théologiques, ne peuvent accepter mon rôle de prêtre ou d'évêque. Ma conviction est que la diversité de l'Église à travers Londres devrait s'épanouir et grandir ; tout le monde devrait pouvoir trouver un foyer spirituel." .
Mullally soutient l'enseignement actuel de l'Église d'Angleterre sur le mariage; c'est entre un homme et une femme pour la vie. En septembre 2016, elle est l'un des dix évêques à constituer le « groupe de réflexion des évêques sur la sexualité » de l'église . En ce qui concerne les relations homosexuelles, elle déclare en 2017 que « c'est le moment pour nous de réfléchir à notre tradition et à nos Écritures, et de dire ensemble comment nous pouvons offrir une réponse qui consiste à dire qu'il s'agit d'un amour inclusif ». Interrogée sur les personnes LGBT dans l'église, elle ajoute que « ce dont nous devons nous souvenir, c'est qu'il s'agit de personnes, et l'Église cherche à démontrer l'amour à tous, car elle reflète le Dieu d'amour, qui aime tout le monde »

## Vie privée
En 1987, elle épouse Eamonn Mullally. Le couple a deux enfants,.
À la suite de sa nomination comme évêque de Londres, Mullally emménage dans l'ancien doyenné de St Paul. Mullally déclare avoir effectué un certain nombre de modifications à la propriété, notamment la construction d'un oratoire dans une ancienne buanderie dans laquelle elle prie le chapelet et d'autres dévotions mariales et préside les adorations eucharistiques hebdomadaires.
Mullally a reçu un certain nombre de distinctions académiques. Elle est nommée membre de l'Université de South Bank de Londres en 2001  et membre de l'Université Canterbury Christ Church en 2006 . Elle a reçu des doctorats honorifiques de l'Université de Bournemouth (2004), de l'Université de Wolverhampton (2004) et de l'Université du Hertfordshire (2005) .